# Esnans
Esnans est une commune française située dans le département du Doubs, la région culturelle et historique de Franche-Comté et la région administrative Bourgogne-Franche-Comté.

## Géographie
Le village, établi dans la partie concave d'un méandre du Doubs, est dominé au sud par le mont Dommage qui culmine à 569 mètres d'altitude.

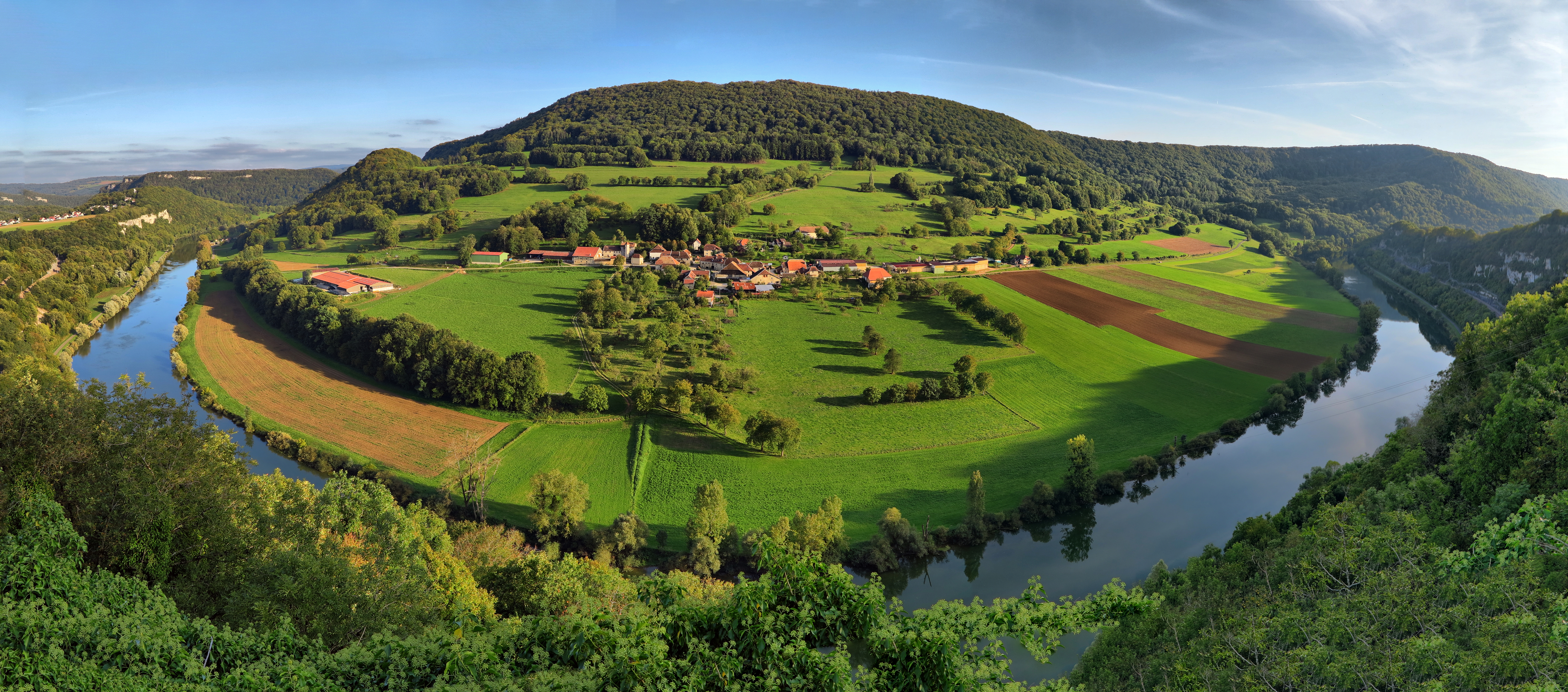
Panorama sur Esnans depuis le saut de Gamache.

### Toponymie
Esnans en 1276 ; Anans en 1536 ; Hesnans, Esnans depuis 1545.
Village situé à 6 km au sud-ouest de Baume-les-Dames, à une altitude de 267 mètres au-dessus du Doubs.

### Communes limitrophes
Les communes limitrophes sont  Baume-les-Dames, Bretigney-Notre-Dame, Ougney-Douvot et Silley-Bléfond.

### Climat
Pour des articles plus généraux, voir Climat de la Bourgogne-Franche-Comté et Climat du Doubs.
En 2010, le climat de la commune est de type climat de montagne, selon une étude du Centre national de la recherche scientifique s'appuyant sur une série de données couvrant la période 1971-2000. En 2020, Météo-France publie une typologie des climats de la France métropolitaine dans laquelle la commune est dans une zone de transition entre le climat semi-continental et le climat de montagne et est dans la région climatique  Jura, caractérisée par une forte pluviométrie en toutes saisons (1 000 à 1 500 mm/an), des hivers rigoureux et un ensoleillement médiocre. 
Pour la période 1971-2000, la température annuelle moyenne est de 10,3 °C, avec une amplitude thermique annuelle de 17,3 °C. Le cumul annuel moyen de précipitations est de 1 239 mm, avec 13,4 jours de précipitations en janvier et 10,3 jours en juillet. Pour la période 1991-2020, la température moyenne annuelle observée sur la station météorologique de Météo-France la plus proche, « Pouligney », sur la commune de Pouligney-Lusans à 9 km à vol d'oiseau, est de 10,9 °C et le cumul annuel moyen de précipitations est de 1 214,6 mm. 
La température maximale relevée sur cette station est de 40 °C, atteinte le 25 juillet 2019 ; la température minimale est de −23 °C, atteinte le 20 décembre 2009,,. 
Les paramètres climatiques de la commune ont été estimés pour le milieu du siècle (2041-2070) selon différents scénarios d'émission de gaz à effet de serre à partir des nouvelles projections climatiques de référence DRIAS-2020. Ils sont consultables sur un site dédié publié par Météo-France en novembre 2022.

## Urbanisme

### Typologie
Au 1er janvier 2024, Esnans est catégorisée commune rurale à habitat très dispersé, selon la nouvelle grille communale de densité à 7 niveaux définie par l'Insee en 2022.
Elle est située hors unité urbaine. Par ailleurs la commune fait partie de l'aire d'attraction de Besançon, dont elle est une commune de la couronne,. Cette aire, qui regroupe 310 communes, est catégorisée dans les aires de 200 000 à moins de 700 000 habitants,.

### Occupation des sols
L'occupation des sols de la commune, telle qu'elle ressort de la base de données européenne d’occupation biophysique des sols Corine Land Cover (CLC), est marquée par l'importance des forêts et milieux semi-naturels (55,7 % en 2018), une proportion identique à celle de 1990 (55,7 %). La répartition détaillée en 2018 est la suivante : 
forêts (55,7 %), zones agricoles hétérogènes (22,3 %), prairies (21,9 %). L'évolution de l’occupation des sols de la commune et de ses infrastructures peut être observée sur les différentes représentations cartographiques du territoire : la carte de Cassini (XVIIIe siècle), la carte d'état-major (1820-1866) et les cartes ou photos aériennes de l'IGN pour la période actuelle (1950 à aujourd'hui).

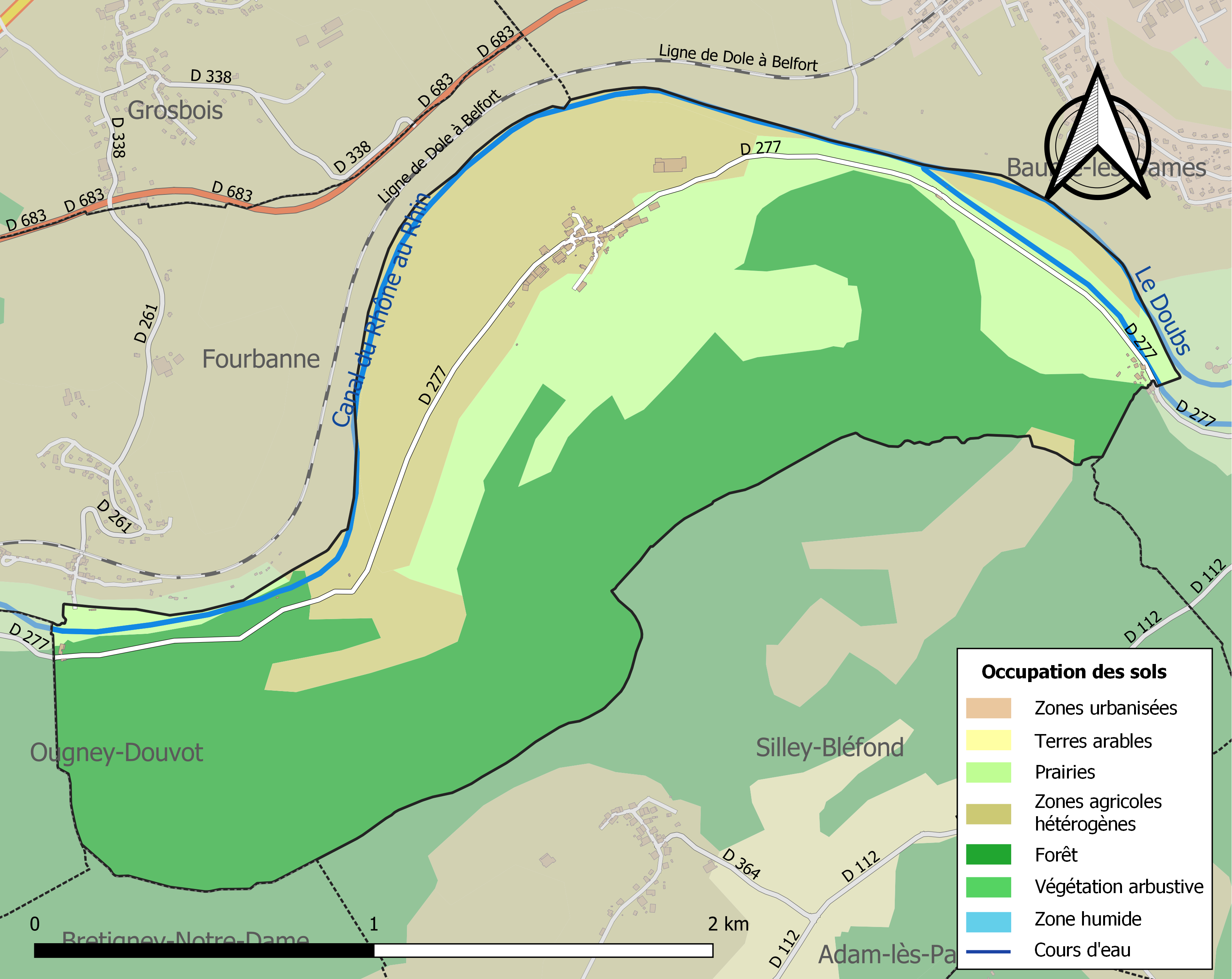
Carte des infrastructures et de l'occupation des sols de la commune en 2018 (CLC).

## Histoire
Au siècle dernier, les habitants qui pêchaient dans l'illégalité dans le Doubs, tout comme ceux d'en face de la commune de Cour, étaient appelés Les Pirates.
L'ancien petit manoir reconstruit aux XVIIe et XVIIIe siècles a été transformé en bâtiment agricole.

## Politique et administration
| Période                                  | Période  | Identité   | Étiquette | Qualité  |
| ---------------------------------------- | -------- | ---------- | --------- | -------- |
| mars 2001                                | 2020     | Bruno Maj  | DVG       | Retraité |
| mai 2020                                 | En cours | Joëlle Maj |           |          |
| Les données manquantes sont à compléter. |          |            |           |          |

## Démographie
L'évolution du nombre d'habitants est connue à travers les recensements de la population effectués dans la commune depuis 1793. Pour les communes de moins de 10 000 habitants, une enquête de recensement portant sur toute la population est réalisée tous les cinq ans, les populations de référence des années intermédiaires étant quant à elles estimées par interpolation ou extrapolation. Pour la commune, le premier recensement exhaustif entrant dans le cadre du nouveau dispositif a été réalisé en 2005.

En 2022, la commune comptait 65 habitants, en évolution de −1,52 % par rapport à 2016 (Doubs : +1,88 %, France hors Mayotte : +2,11 %).
| 1793 | 1800 | 1806 | 1821 | 1831 | 1836 | 1841 | 1846 | 1851 |
| ---- | ---- | ---- | ---- | ---- | ---- | ---- | ---- | ---- |
| 123  | 135  | 133  | 128  | 152  | 185  | 191  | 173  | 165  |

| 1856 | 1861 | 1866 | 1872 | 1876 | 1881 | 1886 | 1891 | 1896 |
| ---- | ---- | ---- | ---- | ---- | ---- | ---- | ---- | ---- |
| 141  | 131  | 131  | 123  | 127  | 118  | 141  | 110  | 133  |

| 1901 | 1906 | 1911 | 1921 | 1926 | 1931 | 1936 | 1946 | 1954 |
| ---- | ---- | ---- | ---- | ---- | ---- | ---- | ---- | ---- |
| 113  | 127  | 114  | 76   | 80   | 73   | 67   | 62   | 46   |

| 1962 | 1968 | 1975 | 1982 | 1990 | 1999 | 2005 | 2006 | 2010 |
| ---- | ---- | ---- | ---- | ---- | ---- | ---- | ---- | ---- |
| 44   | 31   | 37   | 40   | 39   | 43   | 46   | 45   | 40   |

| 2015 | 2020 | 2022 | - | - | - | - | - | - |
| ---- | ---- | ---- | - | - | - | - | - | - |
| 64   | 64   | 65   | - | - | - | - | - | - |

## Culture locale et patrimoine

### Lieux et monuments
- L'ancien château reconverti en bâtiment agricole.
- Le lavoir restauré.
- Le mont Dommage qui culmine à 569 mètres et qui offre un superbe panorama sur la vallée du Doubs.
- Le hameau de la Grange Vuillotey, en amont au bord du Doubs, avec les traces de la présence d'un ancien moulin nommé le Moulinot du XIXe siècle.
- La centrale électrique construite au début des années 1920 pour l'usine de Laissey, toujours exploitée par EDF.

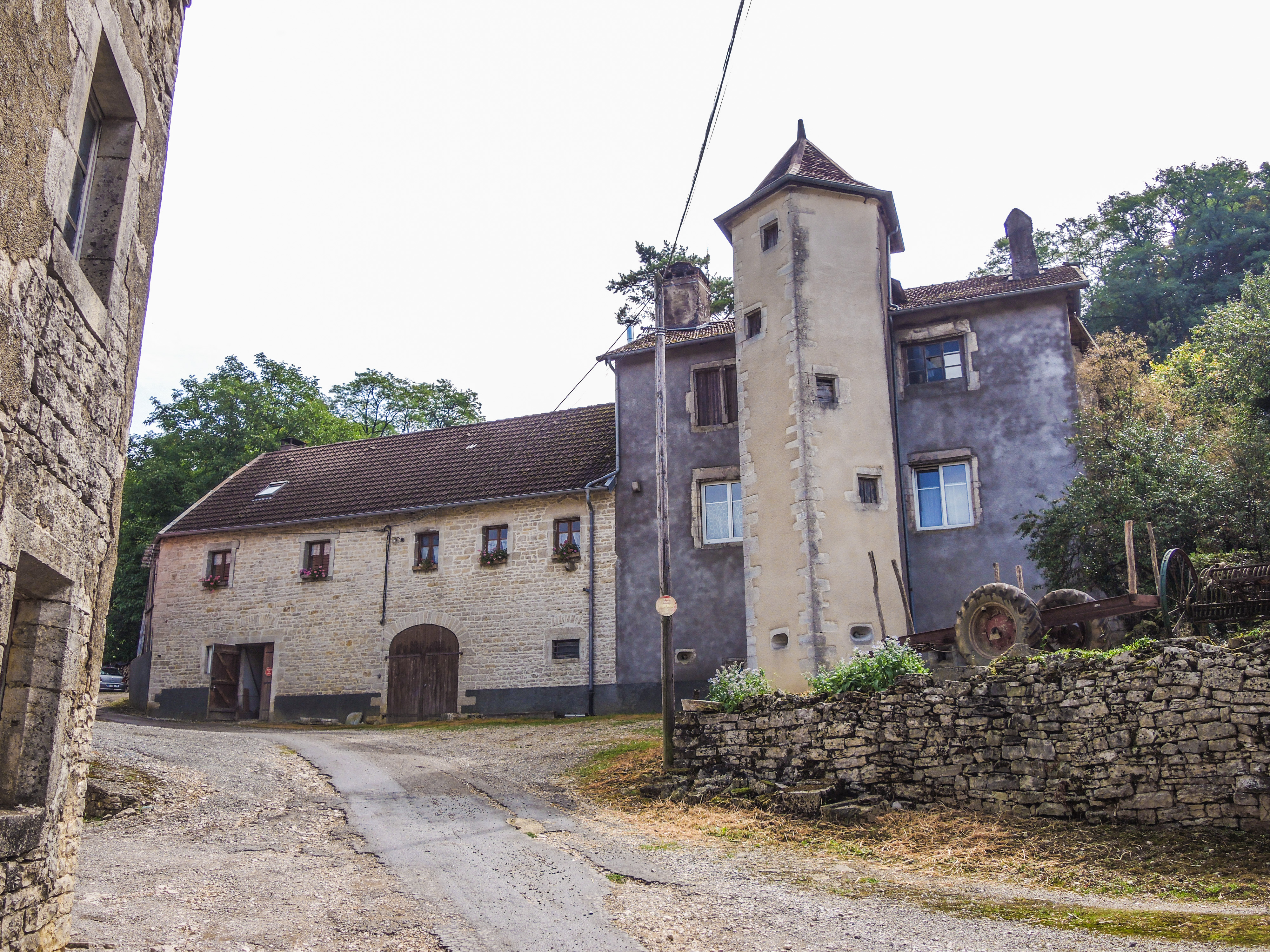
L'ancien château.
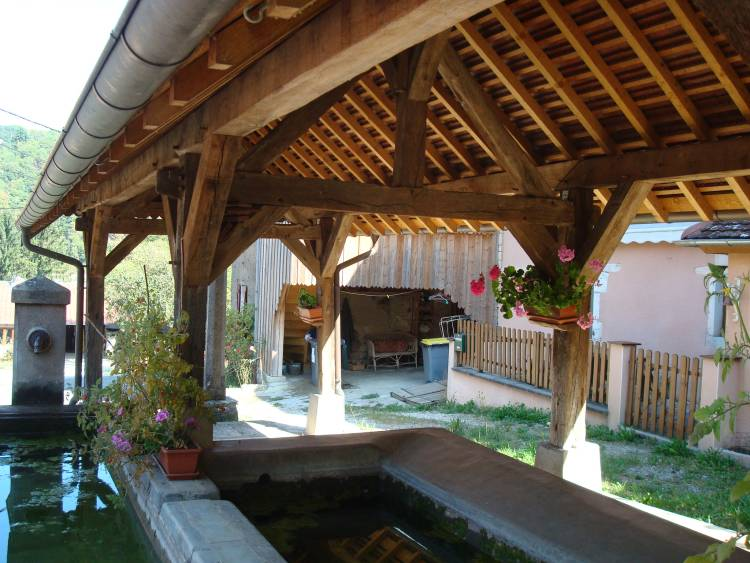
Le lavoir d'Esnans.
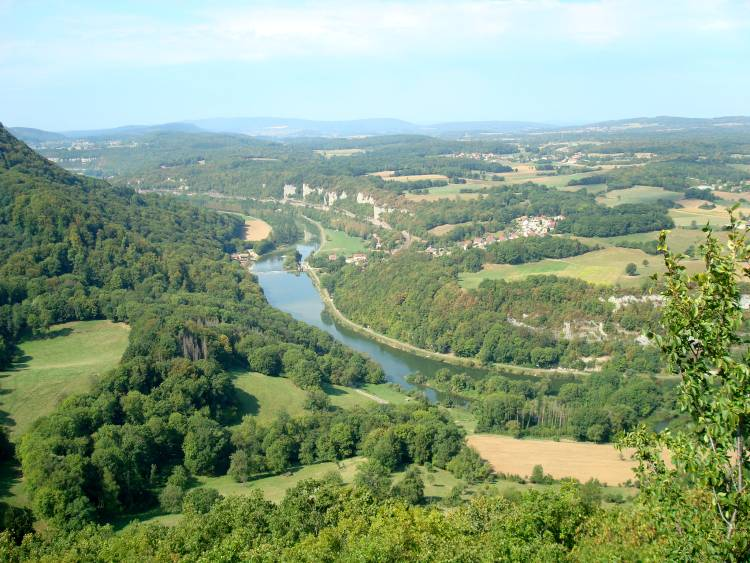
Vue de la vallée du Doubs depuis le mont Dommage.

### Héraldique
La famille d'Esnans portait pour armes : « D'or a trois quintefeuilles de sables rangées en pal ».
La famille Courchetet d'Esnans portait quant à elle : « Coupé : d'or à deux palmes de sinople passées en double sautoir, et d'azur à quatre étoiles d'argent rangées en fasce ».